# Myrmeleon (Myrmeleon) speciosus
Myrmeleon (Myrmeleon) speciosus is een insect uit de familie van de mierenleeuwen (Myrmeleontidae), die tot de orde netvleugeligen (Neuroptera) behoort. 
Myrmeleon (Myrmeleon) speciosus is voor het eerst wetenschappelijk beschreven door Olivier in 1811.